# Hitjivirue Kaanjuka
Hitjivirue « Hitch » Kaanjuka (né le 29 décembre 1987) est un athlète namibien, spécialiste du 200 m.
Il porte son record à 20 s 69 à Windhoek le 22 février 2013. il participe aux Championnats du monde 2007 et 2013.